# Élections législatives de 2017 à Paris
Les élections législatives françaises de 2017 se déroulent les 11 et 18 juin 2017. À Paris, 18 députés sont à élire dans le cadre de 18 circonscriptions. La majorité présidentielle (LREM, MoDem) remporte une large victoire en voix et en sièges tandis que Les Républicains perdent la moitié de leurs sièges et le Parti socialiste sauve 1 seul siège, obtenant son plus mauvais score à Paris depuis les législatives de 1993.

## Élus
| Circonscription                                 | Député sortant             | Parti        | Parti        | Groupe       | Député élu ou réélu   | Parti | Parti | Groupe |
| ----------------------------------------------- | -------------------------- | ------------ | ------------ | ------------ | --------------------- | ----- | ----- | ------ |
| 1re                                             | Pierre Lellouche *         |              | LR           | LR           | Sylvain Maillard      |       | LREM  | LREM   |
| 2e                                              | François Fillon *          |              | LR           | LR           | Gilles Le Gendre      |       | LREM  | LREM   |
| 3e                                              | Annick Lepetit             |              | PS           | SER          | Stanislas Guerini     |       | LREM  | LREM   |
| 4e                                              | Bernard Debré *            |              | LR           | LR           | Brigitte Kuster       |       | LR    | LR     |
| 5e                                              | Seybah Dagoma              |              | PS           | SER          | Benjamin Griveaux     |       | LREM  | LREM   |
| 6e                                              | Cécile Duflot              |              | EELV         | NI           | Pierre Person         |       | LREM  | LREM   |
| 7e                                              | Patrick Bloche             |              | PS           | SER          | Pacôme Rupin          |       | LREM  | LREM   |
| 8e                                              | Sandrine Mazetier          |              | PS           | SER          | Laetitia Avia         |       | LREM  | LREM   |
| 9e                                              | Anne-Christine Lang        |              | PS           | SER          | Buon Tan              |       | LREM  | LREM   |
| 10e                                             | Denis Baupin *             |              | DVG          | NI           | Anne-Christine Lang   |       | LREM  | LREM   |
| 11e                                             | Pascal Cherki              |              | PS           | SER          | Marielle de Sarnez    |       | MoDem | MoDem  |
| 12e                                             | Philippe Goujon            |              | LR           | LR           | Olivia Grégoire       |       | LREM  | LREM   |
| 13e                                             | Jean-François Lamour       |              | LR           | LR           | Hugues Renson         |       | LREM  | LREM   |
| 14e                                             | Claude Goasguen            |              | LR           | LR           | Claude Goasguen       |       | LR    | LR     |
| 15e                                             | George Pau-Langevin        |              | PS           | SER          | George Pau-Langevin   |       | PS    | NG     |
| 16e                                             | Jean-Christophe Cambadélis |              | PS           | SER          | Mounir Mahjoubi       |       | LREM  | LREM   |
| 17e                                             | Daniel Vaillant            |              | PS           | SER          | Danièle Obono         |       | LFI   | LFI    |
| 18e                                             | siège vacant               | siège vacant | siège vacant | siège vacant | Pierre-Yves Bournazel |       | LR    | LC     |
| * député sortant ne se représentant pas en 2017 |                            |              |              |              |                       |       |       |        |

## Rappel des résultats départementaux des élections de 2012
| Parti          | Parti                                     | Premier tour | Premier tour | Second tour | Second tour | Sièges |  |
| Parti          | Parti                                     | Voix         | %            | Voix        | %           | Sièges |  |
| -------------- | ----------------------------------------- | ------------ | ------------ | ----------- | ----------- | ------ |  |
|                | Parti socialiste                          | 236 087      | 31,80        | 304 091     | 47,45       | 10     |  |
|                | Europe Écologie Les Verts                 | 75 706       | 10,20        | 51 402      | 8,02        | 2      |  |
|                | Parti radical de gauche                   | 15 602       | 2,10         | 19 927      | 3,11        | 0      |  |
|                | Divers gauche dont MRC                    | 3 621        | 0,49         |             |             | 0      |  |
|                | Majorité présidentielle                   | 331 016      | 44,59        | 375 420     | 58,58       | 12     |  |
|                |                                           |              |              |             |             |        |  |
|                | Union pour un mouvement populaire         | 236 302      | 31,83        | 265 420     | 41,42       | 6      |  |
|                | Divers droite dont DLR et PCD             | 25 839       | 3,48         |             |             | 0      |  |
|                | Parti radical                             | 2 275        | 0,31         | 0           |             |        |  |
|                | Alliance centriste                        | 2 124        | 0,29         | 0           |             |        |  |
|                | Nouveau centre                            | 1 969        | 0,27         | 0           |             |        |  |
|                | Droite parlementaire                      | 268 509      | 36,18        | 265 420     | 41,42       | 6      |  |
|                |                                           |              |              |             |             |        |  |
|                | Front de gauche                           | 57 306       | 7,72         |             |             | 0      |  |
|                | Front national                            | 40 426       | 5,44         | 0           |             |        |  |
|                | Mouvement démocrate                       | 24 075       | 3,24         | 0           |             |        |  |
|                | Divers                                    | 9 206        | 1,24         | 0           |             |        |  |
|                | Extrême gauche dont LO, NPA et POI        | 6 600        | 0,89         | 0           |             |        |  |
|                | Divers écologiste dont MHAN, AÉI et Cap21 | 5 315        | 0,72         | 0           |             |        |  |
|                |                                           |              |              |             |             |        |  |
| Inscrits       | Inscrits                                  | 1 253 671    | 100,00       | 1 183 624   | 100,00      | 18     |  |
| Abstentions    | Abstentions                               | 504 873      | 40,27        | 521 076     | 44,02       |        |  |
| Votants        | Votants                                   | 748 798      | 59,73        | 662 548     | 55,98       |        |  |
| Blancs et nuls | Blancs et nuls                            | 6 345        | 0,85         | 21 708      | 3,28        |        |  |
| Exprimés       | Exprimés                                  | 742 453      | 99,15        | 640 840     | 96,72       |        |  |

## Résultats de l'élection présidentielle de 2017 par circonscription
| Circonscription | 1er tour | 1er tour | 1er tour | 1er tour  | 1er tour |         | 2d tour | 2d tour |
| Circonscription | Macron   | Le Pen   | Fillon   | Mélenchon | Hamon    | Macron  | Le Pen  |         |
| --------------- | -------- | -------- | -------- | --------- | -------- | ------- | ------- | ------- |
| Circonscription |          |          |          |           |          |         |         |         |
| 1re             | 39,19 %  | 3,87 %   | 34,4 %   | 12,04 %   | 7,59 %   | 90,81 % | 9,19 %  |         |
| 2e              | 36,96 %  | 3,82 %   | 37,34 %  | 11,5 %    | 7,28 %   | 89,67 % | 10,33 % |         |
| 3e              | 36,86 %  | 5,29 %   | 23,02 %  | 20,21 %   | 10,3 %   | 89,86 % | 10,14 % |         |
| 4e              | 28,71 %  | 4,15 %   | 54,4 %   | 6,68 %    | 3,54 %   | 88,34 % | 11,66 % |         |
| 5e              | 39,85 %  | 3,84 %   | 16,95 %  | 22,88 %   | 13,13 %  | 92,77 % | 7,33 %  |         |
| 6e              | 34,22 %  | 4,56 %   | 13,72 %  | 28,95 %   | 14,56 %  | 92,13 % | 7,87 %  |         |
| 7e              | 40,44 %  | 4,14 %   | 20,13 %  | 20,62 %   | 11,96 %  | 92,14 % | 7,86 %  |         |
| 8e              | 34,89 %  | 6,23 %   | 24,98 %  | 21,35 %   | 11,29 %  | 88,55 % | 11,45 % |         |
| 9e              | 34,33 %  | 6,66 %   | 13,83 %  | 24,64 %   | 11,76 %  | 87,67 % | 12,33 % |         |
| 10e             | 34,54 %  | 6,67 %   | 18,57 %  | 23,25 %   | 11,79 %  | 87,61 % | 12,39 % |         |
| 11e             | 38,8 %   | 4,14 %   | 26,7 %   | 16,15 %   | 10,48 %  | 90,77 % | 9,23 %  |         |
| 12e             | 35,76 %  | 4,51 %   | 38,51 %  | 10,94 %   | 6,68 %   | 87,83 % | 12,17 % |         |
| 13e             | 35,71 %  | 5,85 %   | 31,15 %  | 14,44 %   | 8,24 %   | 87,14 % | 12,86 % |         |
| 14e             | 27,27 %  | 4,16 %   | 57 %     | 5,8 %     | 3,18 %   | 87,15 % | 12,85 % |         |
| 15e             | 30,95 %  | 6,17 %   | 13,49 %  | 30,61 %   | 13,65 %  | 89,47 % | 10,53 % |         |
| 16e             | 29,92 %  | 5,71 %   | 16,12 %  | 30,52 %   | 13,21 %  | 90,42 % | 9,58 %  |         |
| 17e             | 28,19 %  | 6,11 %   | 13,59 %  | 34,16 %   | 13,04 %  | 89,6 %  | 10,4 %  |         |
| 18e             | 37,12 %  | 4,73 %   | 16,51 %  | 24,42 %   | 13,13 %  | 91,43 % | 8,57 %  |         |

## Résultats

### Résultats à l'échelle du département
|                                           |                                      |                           |                           |                          |                          |
|                                           |                                      | Premier tour 11 juin 2017 | Premier tour 11 juin 2017 | Second tour 18 juin 2017 | Second tour 18 juin 2017 |
|                                           |                                      |                           |                           |                          |                          |
|                                           |                                      | Nombre                    | % des inscrits            | Nombre                   | % des inscrits           |
| Inscrits                                  | Inscrits                             | 1 302 186                 | 100,00                    | 1 221 304                | 100,00                   |
| Abstentions                               | Abstentions                          | 562 186                   | 43,17                     | 634 589                  | 51,96                    |
| Votants                                   | Votants                              | 740 000                   | 56,83                     | 586 715                  | 48,04                    |
|                                           |                                      |                           | % des votants             |                          | % des votants            |
| Bulletins blancs                          | Bulletins blancs                     | 6 185                     | 0,84                      | 36 577                   | 6,23                     |
| Bulletins nuls                            | Bulletins nuls                       | 2 589                     | 0,35                      | 11 243                   | 1,92                     |
| Suffrages exprimés                        | Suffrages exprimés                   | 731 226                   | 98,81                     | 538 895                  | 91,95                    |
|                                           |                                      |                           |                           |                          |                          |
| Étiquette politique                       | Étiquette politique                  | Voix                      | % des exprimés            | Voix                     | % des exprimés           |
|                                           |                                      |                           |                           |                          |                          |
|                                           | La République en marche              | 260 649                   | 35,65                     | 250 403                  | 46,47                    |
|                                           | Les Républicains                     | 121 178                   | 16,57                     | 119 283                  | 22,13                    |
|                                           | La France insoumise                  | 82 561                    | 11,29                     | 80 962                   | 15,02                    |
|                                           | Parti socialiste                     | 74 997                    | 10,26                     | 59 668                   | 11,07                    |
|                                           | Europe Écologie Les Verts            | 51 038                    | 6,98                      |                          |                          |
|                                           | Divers droite                        | 24 861                    | 3,40                      |                          |                          |
|                                           | Divers                               | 24 597                    | 3,36                      |                          |                          |
|                                           | Front national                       | 23 949                    | 3,28                      |                          |                          |
|                                           | Mouvement démocrate                  | 17 733                    | 2,43                      | 19 203                   | 3,56                     |
|                                           | Parti communiste français            | 14 615                    | 2,00                      |                          |                          |
|                                           | Divers gauche                        | 9 184                     | 1,26                      |                          |                          |
|                                           | Union des démocrates et indépendants | 9 110                     | 1,25                      | 9 376                    | 1,74                     |
|                                           | Divers écologiste                    | 5 734                     | 0,78                      |                          |                          |
|                                           | Debout la France                     | 5 348                     | 0,73                      |                          |                          |
|                                           | Extrême gauche                       | 3 917                     | 0,54                      |                          |                          |
|                                           | Parti radical de gauche              | 1 047                     | 0,14                      |                          |                          |
|                                           | Extrême droite                       | 629                       | 0,09                      |                          |                          |
|                                           | Régionaliste                         | 79                        | 0,01                      |                          |                          |
| Source : Ministère de l'Intérieur - Paris |                                      |                           |                           |                          |                          |

### Résultats par circonscription

#### Première circonscription
Député sortant : Pierre Lellouche (Les Républicains).
|                                                                       | |                           |                |
|                                                                       | | Premier tour 11 juin 2017 |                |
|                                                                       | |                           |                |
|                                                                       | | Nombre                    | % des inscrits |
| Inscrits                                                              | Inscrits | 80 780                    | 100,00         |
| Abstentions                                                           | Abstentions | 33 150                    | 41,04          |
| Votants                                                               | Votants | 47 630                    | 58,96          |
|                                                                       | |                           | % des votants  |
| Bulletins blancs                                                      | Bulletins blancs | 217                       | 0,46           |
| Bulletins nuls                                                        | Bulletins nuls | 99                        | 0,21           |
| Suffrages exprimés                                                    | Suffrages exprimés | 47 314                    | 99,34          |
|                                                                       | |                           |                |
| Candidat Étiquette politique (partis et alliances)                    | Candidat Étiquette politique (partis et alliances)                                                                       | Voix                      | % des exprimés |
|                                                                       | |                           |                |
|                                                                       | Sylvain Maillard La République en marche                                                                                 | 24 037                    | 50,80          |
|                                                                       | Jean-François Legaret Les Républicains (Union des démocrates et indépendants)                                            | 8 402                     | 17,76          |
|                                                                       | Pauline Véron Parti socialiste (Parti radical de gauche - Union des démocrates et des écologistes - Génération écologie) | 3 705                     | 7,83           |
|                                                                       | Patrick Comoy La France insoumise                                                                                        | 2 840                     | 6,00           |
|                                                                       | Victoria Barigant Europe Écologie Les Verts                                                                              | 2 481                     | 5,24           |
|                                                                       | Vincent Baladi Divers droite (Les Républicains diss.)                                                                    | 1 578                     | 3,34           |
|                                                                       | Guylaine Coeffier Front national                                                                                         | 1 029                     | 2,17           |
|                                                                       | Ida de Chavagnac Parti chrétien-démocrate                                                                                | 551                       | 1,16           |
|                                                                       | Micha Mazaheri Parti animaliste                                                                                          | 413                       | 0,87           |
|                                                                       | Sylvie Bayle Parti communiste français (République et socialisme)                                                        | 388                       | 0,82           |
|                                                                       | Nathalie Gordts #MaVoix                                                                                                  | 327                       | 0,69           |
|                                                                       | Louis de Genouillac 577-Les Indépendants                                                                                 | 265                       | 0,56           |
|                                                                       | Ronan Le Roy Parti pirate                                                                                                | 250                       | 0,53           |
|                                                                       | Christophe Tavernier Debout la France                                                                                    | 221                       | 0,47           |
|                                                                       | Bérangère Quinternet Union populaire républicaine                                                                        | 185                       | 0,39           |
|                                                                       | Marc Vallaud Écologiste (Mouvement 100 % - Alliance écologiste indépendante)                                             | 180                       | 0,38           |
|                                                                       | Mathilde de Bayser Allons enfants                                                                                        | 160                       | 0,34           |
|                                                                       | Jacques Dor Parti du vote blanc                                                                                          | 111                       | 0,23           |
|                                                                       | Laurence Boulinier Lutte ouvrière                                                                                        | 102                       | 0,22           |
|                                                                       | Louis-Max de Nazelle Résistons                                                                                           | 47                        | 0,10           |
|                                                                       | Pascal Munier Mouvement 100%                                                                                             | 39                        | 0,08           |
|                                                                       | Éric Levavasseur Alliance royale                                                                                         | 3                         | 0,01           |
| Source : Ministère de l'Intérieur - Première circonscription de Paris | |                           |                |

#### Deuxième circonscription
Député sortant : François Fillon (Les Républicains).
|                                                                       |                                                                                    |                           |                           |                          |                          |
|                                                                       |                                                                                    | Premier tour 11 juin 2017 | Premier tour 11 juin 2017 | Second tour 18 juin 2017 | Second tour 18 juin 2017 |
|                                                                       |                                                                                    |                           |                           |                          |                          |
|                                                                       |                                                                                    | Nombre                    | % des inscrits            | Nombre                   | % des inscrits           |
| Inscrits                                                              | Inscrits                                                                           | 71 740                    | 100,00                    | 71 736                   | 100,00                   |
| Abstentions                                                           | Abstentions                                                                        | 27 195                    | 37,91                     | 34 773                   | 48,47                    |
| Votants                                                               | Votants                                                                            | 44 545                    | 62,09                     | 36 963                   | 51,53                    |
|                                                                       |                                                                                    |                           | % des votants             |                          | % des votants            |
| Bulletins blancs                                                      | Bulletins blancs                                                                   | 275                       | 0,62                      | 2 543                    | 6,88                     |
| Bulletins nuls                                                        | Bulletins nuls                                                                     | 111                       | 0,25                      | 775                      | 2,10                     |
| Suffrages exprimés                                                    | Suffrages exprimés                                                                 | 44 159                    | 99,13                     | 33 645                   | 91,02                    |
|                                                                       |                                                                                    |                           |                           |                          |                          |
| Candidat Étiquette politique (partis et alliances)                    | Candidat Étiquette politique (partis et alliances)                                 | Voix                      | % des exprimés            | Voix                     | % des exprimés           |
|                                                                       |                                                                                    |                           |                           |                          |                          |
|                                                                       | Gilles Le Gendre La République en marche                                           | 18 463                    | 41,81                     | 18 347                   | 54,53                    |
|                                                                       | Nathalie Kosciusko-Morizet Les Républicains (Union des démocrates et indépendants) | 8 007                     | 18,13                     | 15 298                   | 45,47                    |
|                                                                       | Jean-Pierre Lecoq Divers droite (Les Républicains diss.)                           | 4 050                     | 9,17                      |                          |                          |
|                                                                       | Marine Rosset Parti socialiste                                                     | 2 700                     | 6,11                      |                          |                          |
|                                                                       | Anne-Françoise Prunières La France insoumise                                       | 2 632                     | 5,96                      |                          |                          |
|                                                                       | Gilles Seignan Europe Écologie Les Verts                                           | 2 086                     | 4,72                      |                          |                          |
|                                                                       | Henri Guaino Divers droite (Les Républicains diss.)                                | 1 991                     | 4,51                      |                          |                          |
|                                                                       | Manon Bouquin Front national                                                       | 1 021                     | 2,31                      |                          |                          |
|                                                                       | Lorraine Questiaux Parti communiste français (République et socialisme)            | 594                       | 1,35                      |                          |                          |
|                                                                       | Pauline Betton Divers droite (Parti chrétien-démocrate)                            | 557                       | 1,26                      |                          |                          |
|                                                                       | Fabien Couture Divers (Parti animaliste)                                           | 493                       | 1,12                      |                          |                          |
|                                                                       | Alain Avronsart Divers (#MaVoix)                                                   | 336                       | 0,76                      |                          |                          |
|                                                                       | Jan-Edouard Brunie Debout la France                                                | 211                       | 0,48                      |                          |                          |
|                                                                       | Anne Zanghellini Divers (Union populaire républicaine)                             | 190                       | 0,43                      |                          |                          |
|                                                                       | Fabien Lassalle-Humez Divers gauche (Nouvelle Donne)                               | 190                       | 0,43                      |                          |                          |
|                                                                       | Delphine Benin Divers droite (577-Les Indépendants)                                | 179                       | 0,41                      |                          |                          |
|                                                                       | Christine Lichtenauer Lutte ouvrière                                               | 120                       | 0,27                      |                          |                          |
|                                                                       | Nicolas Rousseaux Extrême droite                                                   | 97                        | 0,22                      |                          |                          |
|                                                                       | Laurent Gamet Divers (Mouvement 100 % - Parti fédéraliste)                         | 92                        | 0,21                      |                          |                          |
|                                                                       | Edmond Coulot Divers (Allons enfants)                                              | 71                        | 0,16                      |                          |                          |
|                                                                       | Alain Penso Divers                                                                 | 45                        | 0,10                      |                          |                          |
|                                                                       | Dominique Lelys Divers droite (Alliance royale)                                    | 34                        | 0,08                      |                          |                          |
|                                                                       | David de Préval Divers (Les Républicains diss.)                                    | 0                         | 0,00                      |                          |                          |
|                                                                       | Annick Puyoou Divers droite                                                        | 0                         | 0,00                      |                          |                          |
| Source : Ministère de l'Intérieur - Deuxième circonscription de Paris |                                                                                    |                           |                           |                          |                          |

#### Troisième circonscription
Député sortant : Annick Lepetit (Parti socialiste).
|                                                                        |                                                                         |                           |                           |                          |                          |
|                                                                        |                                                                         | Premier tour 11 juin 2017 | Premier tour 11 juin 2017 | Second tour 18 juin 2017 | Second tour 18 juin 2017 |
|                                                                        |                                                                         |                           |                           |                          |                          |
|                                                                        |                                                                         | Nombre                    | % des inscrits            | Nombre                   | % des inscrits           |
| Inscrits                                                               | Inscrits                                                                | 68 680                    | 100,00                    | 68 679                   | 100,00                   |
| Abstentions                                                            | Abstentions                                                             | 29 855                    | 43,47                     | 38 027                   | 55,37                    |
| Votants                                                                | Votants                                                                 | 38 825                    | 56,53                     | 30 652                   | 44,63                    |
|                                                                        |                                                                         |                           | % des votants             |                          | % des votants            |
| Bulletins blancs                                                       | Bulletins blancs                                                        | 272                       | 0,70                      | 2 695                    | 8,79                     |
| Bulletins nuls                                                         | Bulletins nuls                                                          | 128                       | 0,33                      | 780                      | 2,54                     |
| Suffrages exprimés                                                     | Suffrages exprimés                                                      | 38 425                    | 98,97                     | 27 177                   | 88,66                    |
|                                                                        |                                                                         |                           |                           |                          |                          |
| Candidat Étiquette politique (partis et alliances)                     | Candidat Étiquette politique (partis et alliances)                      | Voix                      | % des exprimés            | Voix                     | % des exprimés           |
|                                                                        |                                                                         |                           |                           |                          |                          |
|                                                                        | Stanislas Guerini La République en marche                               | 17 321                    | 45,08                     | 17 801                   | 65,50                    |
|                                                                        | Valérie Nahmias Union des démocrates et indépendants (Les Républicains) | 5 960                     | 15,51                     | 9 376                    | 34,50                    |
|                                                                        | Annick Lepetit (députée sortante) Parti socialiste                      | 4 846                     | 12,61                     |                          |                          |
|                                                                        | Laurent Levard La France insoumise                                      | 4 610                     | 12,00                     |                          |                          |
|                                                                        | Adrien Delassus Europe Écologie Les Verts                               | 1 864                     | 4,85                      |                          |                          |
|                                                                        | Aurélien Legrand Front national                                         | 1 327                     | 3,45                      |                          |                          |
|                                                                        | Violaine Bouchard Divers (Parti animaliste)                             | 485                       | 1,26                      |                          |                          |
|                                                                        | Nadine Mézence Parti communiste français (République et socialisme)     | 473                       | 1,23                      |                          |                          |
|                                                                        | Anne-Charlotte Jamin Divers droite (Parti chrétien-démocrate)           | 330                       | 0,86                      |                          |                          |
|                                                                        | François Giordano Debout la France                                      | 274                       | 0,71                      |                          |                          |
|                                                                        | Nicolas Panel Divers (Union populaire républicaine)                     | 250                       | 0,65                      |                          |                          |
|                                                                        | Sophie Robin Lutte ouvrière                                             | 174                       | 0,45                      |                          |                          |
|                                                                        | Christophe-Charles Dubois Écologiste                                    | 170                       | 0,44                      |                          |                          |
|                                                                        | Christophe Coulot Divers droite (577-Les Indépendants)                  | 161                       | 0,42                      |                          |                          |
|                                                                        | Marthe Caude Extrême droite (Civitas)                                   | 110                       | 0,29                      |                          |                          |
|                                                                        | Damien Busson Divers (Allons enfants)                                   | 35                        | 0,09                      |                          |                          |
|                                                                        | Magali Pape Divers                                                      | 33                        | 0,09                      |                          |                          |
|                                                                        | Blandine Crépy Extrême droite                                           | 1                         | 0,00                      |                          |                          |
|                                                                        | Isabelle Jarry Écologiste                                               | 1                         | 0,00                      |                          |                          |
| Source : Ministère de l'Intérieur - Troisième circonscription de Paris |                                                                         |                           |                           |                          |                          |

#### Quatrième circonscription
Député sortant : Bernard Debré (Les Républicains).
|                                                                        |                                                                          |                           |                           |                          |                          |
|                                                                        |                                                                          | Premier tour 11 juin 2017 | Premier tour 11 juin 2017 | Second tour 18 juin 2017 | Second tour 18 juin 2017 |
|                                                                        |                                                                          |                           |                           |                          |                          |
|                                                                        |                                                                          | Nombre                    | % des inscrits            | Nombre                   | % des inscrits           |
| Inscrits                                                               | Inscrits                                                                 | 69 762                    | 100,00                    | 69 753                   | 100,00                   |
| Abstentions                                                            | Abstentions                                                              | 30 956                    | 44,37                     | 35 606                   | 51,05                    |
| Votants                                                                | Votants                                                                  | 38 806                    | 55,63                     | 34 147                   | 48,95                    |
|                                                                        |                                                                          |                           | % des votants             |                          | % des votants            |
| Bulletins blancs                                                       | Bulletins blancs                                                         | 195                       | 0,50                      | 834                      | 2,44                     |
| Bulletins nuls                                                         | Bulletins nuls                                                           | 79                        | 0,20                      | 265                      | 0,78                     |
| Suffrages exprimés                                                     | Suffrages exprimés                                                       | 38 532                    | 99,29                     | 33 048                   | 96,78                    |
|                                                                        |                                                                          |                           |                           |                          |                          |
| Candidat Étiquette politique (partis et alliances)                     | Candidat Étiquette politique (partis et alliances)                       | Voix                      | % des exprimés            | Voix                     | % des exprimés           |
|                                                                        |                                                                          |                           |                           |                          |                          |
|                                                                        | Ilana Cicurel La République en marche                                    | 17 726                    | 46,00                     | 16 024                   | 48,49                    |
|                                                                        | Brigitte Kuster Les Républicains (Union des démocrates et indépendants)  | 14 032                    | 36,42                     | 17 024                   | 51,51                    |
|                                                                        | Mélanie Monier La France insoumise                                       | 1 402                     | 3,64                      |                          |                          |
|                                                                        | Ève Froger Front national                                                | 1 108                     | 2,88                      |                          |                          |
|                                                                        | Fabrice Dassie Parti socialiste                                          | 950                       | 2,47                      |                          |                          |
|                                                                        | Hanna Clairière Europe Écologie Les Verts                                | 912                       | 2,37                      |                          |                          |
|                                                                        | Claudine Cardot Divers droite (Parti chrétien-démocrate)                 | 612                       | 1,59                      |                          |                          |
|                                                                        | Jean-Marc Fayolle Divers droite (577-Les Indépendants)                   | 533                       | 1,38                      |                          |                          |
|                                                                        | Jérôme Hirigoyen Divers (Parti animaliste)                               | 301                       | 0,78                      |                          |                          |
|                                                                        | Nadejda Silanina Debout la France                                        | 295                       | 0,77                      |                          |                          |
|                                                                        | Fabienne Dos Santos Parti communiste français (République et socialisme) | 148                       | 0,38                      |                          |                          |
|                                                                        | Arnaud Vojinovic Divers (Union populaire républicaine)                   | 129                       | 0,33                      |                          |                          |
|                                                                        | Michel Simonnot Extrême droite (Civitas)                                 | 105                       | 0,27                      |                          |                          |
|                                                                        | Alice de Soultrait Divers (Allons enfants)                               | 105                       | 0,27                      |                          |                          |
|                                                                        | Michel Ramel Divers droite                                               | 64                        | 0,17                      |                          |                          |
|                                                                        | Florent Barbè Divers (Parti pirate)                                      | 48                        | 0,12                      |                          |                          |
|                                                                        | Pierre Lévenard Lutte ouvrière                                           | 47                        | 0,12                      |                          |                          |
|                                                                        | Jean-Charles Baudoin Écologiste (Mouvement 100 %)                        | 15                        | 0,04                      |                          |                          |
| Source : Ministère de l'Intérieur - Quatrième circonscription de Paris |                                                                          |                           |                           |                          |                          |

#### Cinquième circonscription
Député sortant : Seybah Dagoma (Parti socialiste).
|                                                                        |                                                                        |                           |                           |                          |                          |
|                                                                        |                                                                        | Premier tour 11 juin 2017 | Premier tour 11 juin 2017 | Second tour 18 juin 2017 | Second tour 18 juin 2017 |
|                                                                        |                                                                        |                           |                           |                          |                          |
|                                                                        |                                                                        | Nombre                    | % des inscrits            | Nombre                   | % des inscrits           |
| Inscrits                                                               | Inscrits                                                               | 75 885                    | 100,00                    | 75 881                   | 100,00                   |
| Abstentions                                                            | Abstentions                                                            | 31 354                    | 41,32                     | 39 242                   | 51,72                    |
| Votants                                                                | Votants                                                                | 44 531                    | 58,68                     | 36 639                   | 48,28                    |
|                                                                        |                                                                        |                           | % des votants             |                          | % des votants            |
| Bulletins blancs                                                       | Bulletins blancs                                                       | 276                       | 0,62                      | 1 879                    | 5,13                     |
| Bulletins nuls                                                         | Bulletins nuls                                                         | 140                       | 0,31                      | 618                      | 1,69                     |
| Suffrages exprimés                                                     | Suffrages exprimés                                                     | 44 115                    | 99,07                     | 34 142                   | 93,18                    |
|                                                                        |                                                                        |                           |                           |                          |                          |
| Candidat Étiquette politique (partis et alliances)                     | Candidat Étiquette politique (partis et alliances)                     | Voix                      | % des exprimés            | Voix                     | % des exprimés           |
|                                                                        |                                                                        |                           |                           |                          |                          |
|                                                                        | Benjamin Griveaux La République en marche                              | 19 247                    | 43,63                     | 19 212                   | 56,27                    |
|                                                                        | Seybah Dagoma (députée sortante) Parti socialiste                      | 5 503                     | 12,47                     | 14 930                   | 43,73                    |
|                                                                        | Julien Bayou Europe Écologie Les Verts                                 | 5 454                     | 12,36                     |                          |                          |
|                                                                        | Layla Yakoub La France insoumise                                       | 5 237                     | 11,87                     |                          |                          |
|                                                                        | Déborah Pawlik Les Républicains (Union des démocrates et indépendants) | 3 511                     | 7,96                      |                          |                          |
|                                                                        | Marie Fontaine Front national                                          | 1 240                     | 2,81                      |                          |                          |
|                                                                        | Didier Le Reste Parti communiste français (République et socialisme)   | 806                       | 1,83                      |                          |                          |
|                                                                        | Bruno Blum Divers (Parti animaliste)                                   | 467                       | 1,06                      |                          |                          |
|                                                                        | Thomas Watanabe-Vermorel Divers (Parti pirate)                         | 463                       | 1,05                      |                          |                          |
|                                                                        | Raymond Bassil Divers                                                  | 453                       | 1,03                      |                          |                          |
|                                                                        | Carine Ederich-Rigaudière Divers (#MaVoix)                             | 332                       | 0,75                      |                          |                          |
|                                                                        | Anastasia Conte Divers droite (Parti chrétien-démocrate)               | 299                       | 0,68                      |                          |                          |
|                                                                        | Édouard Gaudot Écologiste                                              | 275                       | 0,62                      |                          |                          |
|                                                                        | Romain Rose Divers (Union populaire républicaine)                      | 233                       | 0,53                      |                          |                          |
|                                                                        | Marie-Josée Lasselain Divers gauche (Nouvelle Donne)                   | 211                       | 0,48                      |                          |                          |
|                                                                        | Monique Dabat Lutte ouvrière                                           | 173                       | 0,39                      |                          |                          |
|                                                                        | Valérian Amalric Écologiste (Mouvement 100 %)                          | 121                       | 0,27                      |                          |                          |
|                                                                        | Lou Welgryn Divers (Allons enfants)                                    | 79                        | 0,18                      |                          |                          |
|                                                                        | Marie-Christine Jappont Divers droite                                  | 11                        | 0,02                      |                          |                          |
|                                                                        | Alexandre Hayek Divers                                                 | 0                         | 0,00                      |                          |                          |
| Source : Ministère de l'Intérieur - Cinquième circonscription de Paris |                                                                        |                           |                           |                          |                          |

#### Sixième circonscription
Député sortant : Cécile Duflot (Europe Écologie Les Verts).
|                                                                      |                                                                               |                           |                           |                          |                          |
|                                                                      |                                                                               | Premier tour 11 juin 2017 | Premier tour 11 juin 2017 | Second tour 18 juin 2017 | Second tour 18 juin 2017 |
|                                                                      |                                                                               |                           |                           |                          |                          |
|                                                                      |                                                                               | Nombre                    | % des inscrits            | Nombre                   | % des inscrits           |
| Inscrits                                                             | Inscrits                                                                      | 76 665                    | 100,00                    | 76 657                   | 100,00                   |
| Abstentions                                                          | Abstentions                                                                   | 33 532                    | 43,74                     | 38 439                   | 50,14                    |
| Votants                                                              | Votants                                                                       | 43 133                    | 56,26                     | 38 218                   | 49,86                    |
|                                                                      |                                                                               |                           | % des votants             |                          | % des votants            |
| Bulletins blancs                                                     | Bulletins blancs                                                              | 407                       | 0,94                      | 1 695                    | 4,44                     |
| Bulletins nuls                                                       | Bulletins nuls                                                                | 182                       | 0,42                      | 614                      | 1,61                     |
| Suffrages exprimés                                                   | Suffrages exprimés                                                            | 42 544                    | 98,63                     | 35 909                   | 93,96                    |
|                                                                      |                                                                               |                           |                           |                          |                          |
| Candidat Étiquette politique (partis et alliances)                   | Candidat Étiquette politique (partis et alliances)                            | Voix                      | % des exprimés            | Voix                     | % des exprimés           |
|                                                                      |                                                                               |                           |                           |                          |                          |
|                                                                      | Pierre Person La République en marche                                         | 16 772                    | 39,42                     | 18 309                   | 50,99                    |
|                                                                      | Danielle Simonnet La France insoumise                                         | 8 013                     | 18,83                     | 17 600                   | 49,01                    |
|                                                                      | Cécile Duflot (députée sortante) Europe Écologie Les Verts (Parti socialiste) | 6 250                     | 14,69                     |                          |                          |
|                                                                      | Nawel Oumer Divers gauche (Parti socialiste diss.)                            | 2 595                     | 6,10                      |                          |                          |
|                                                                      | Hélène Hautval Union des démocrates et indépendants (Les Républicains)        | 2 307                     | 5,42                      |                          |                          |
|                                                                      | Guy Deballe Front national                                                    | 1 224                     | 2,88                      |                          |                          |
|                                                                      | Adrien Tiberti Parti communiste français (République et socialisme)           | 1 110                     | 2,61                      |                          |                          |
|                                                                      | Yves Frémion Écologiste (Régions et peuples solidaires)                       | 803                       | 1,89                      |                          |                          |
|                                                                      | Catherine Helayel Divers (Parti animaliste)                                   | 474                       | 1,11                      |                          |                          |
|                                                                      | Alexandre Dampuré Divers (#MaVoix)                                            | 397                       | 0,93                      |                          |                          |
|                                                                      | Nicolas Denis Divers (Union populaire républicaine)                           | 396                       | 0,93                      |                          |                          |
|                                                                      | Pauline Penet Divers droite (Parti chrétien-démocrate)                        | 340                       | 0,80                      |                          |                          |
|                                                                      | Juliette Fauchet Divers gauche (Nouvelle Donne)                               | 324                       | 0,76                      |                          |                          |
|                                                                      | Maxime Laglasse Divers (Parti pirate)                                         | 313                       | 0,74                      |                          |                          |
|                                                                      | Naïma Moghir Divers (Mouvement 100 %)                                         | 272                       | 0,64                      |                          |                          |
|                                                                      | Anne-Catherine Godde Lutte ouvrière                                           | 250                       | 0,59                      |                          |                          |
|                                                                      | Stéphane Casse Divers (Parti du vote blanc)                                   | 150                       | 0,35                      |                          |                          |
|                                                                      | Mohamed Haouas Divers gauche                                                  | 117                       | 0,28                      |                          |                          |
|                                                                      | Amré Abou Ali Divers                                                          | 86                        | 0,20                      |                          |                          |
|                                                                      | Henriane Jego Divers droite (577-Les Indépendants - Parti libéral démocrate)  | 81                        | 0,19                      |                          |                          |
|                                                                      | Henri Grouès Divers (Mouvement 100 %)                                         | 80                        | 0,19                      |                          |                          |
|                                                                      | Léa Bons Divers (À nous la démocratie !)                                      | 61                        | 0,14                      |                          |                          |
|                                                                      | Régis Rollès Écologiste (Parti pour la décroissance)                          | 60                        | 0,14                      |                          |                          |
|                                                                      | Michel Fize Écologiste (Mouvement 100 %)                                      | 60                        | 0,14                      |                          |                          |
|                                                                      | Radhouane Ben Bouzid Divers droite                                            | 9                         | 0,02                      |                          |                          |
|                                                                      | Christian Agon Extrême gauche (Nouveau Parti anticapitaliste)                 | 0                         | 0,00                      |                          |                          |
| Source : Ministère de l'Intérieur - Sixième circonscription de Paris |                                                                               |                           |                           |                          |                          |

#### Septième circonscription
Député sortant : Patrick Bloche (Parti socialiste).
|                                                                       |                                                                                                   |                           |                           |                          |                          |
|                                                                       |                                                                                                   | Premier tour 11 juin 2017 | Premier tour 11 juin 2017 | Second tour 18 juin 2017 | Second tour 18 juin 2017 |
|                                                                       |                                                                                                   |                           |                           |                          |                          |
|                                                                       |                                                                                                   | Nombre                    | % des inscrits            | Nombre                   | % des inscrits           |
| Inscrits                                                              | Inscrits                                                                                          | 76 058                    | 100,00                    | 76 054                   | 100,00                   |
| Abstentions                                                           | Abstentions                                                                                       | 30 517                    | 40,12                     | 38 325                   | 50,39                    |
| Votants                                                               | Votants                                                                                           | 45 541                    | 59,88                     | 37 729                   | 49,61                    |
|                                                                       |                                                                                                   |                           | % des votants             |                          | % des votants            |
| Bulletins blancs                                                      | Bulletins blancs                                                                                  | 308                       | 0,68                      | 1 937                    | 5,13                     |
| Bulletins nuls                                                        | Bulletins nuls                                                                                    | 135                       | 0,30                      | 664                      | 1,76                     |
| Suffrages exprimés                                                    | Suffrages exprimés                                                                                | 45 098                    | 99,03                     | 35 128                   | 93,11                    |
|                                                                       |                                                                                                   |                           |                           |                          |                          |
| Candidat Étiquette politique (partis et alliances)                    | Candidat Étiquette politique (partis et alliances)                                                | Voix                      | % des exprimés            | Voix                     | % des exprimés           |
|                                                                       |                                                                                                   |                           |                           |                          |                          |
|                                                                       | Pacôme Rupin La République en marche                                                              | 19 381                    | 42,98                     | 19 637                   | 55,90                    |
|                                                                       | Patrick Bloche (député sortant) Parti socialiste                                                  | 7 202                     | 15,97                     | 15 491                   | 44,10                    |
|                                                                       | Jean-Charles Lallemand La France insoumise                                                        | 5 280                     | 11,71                     |                          |                          |
|                                                                       | Vincent Roger Les Républicains (Union des démocrates et indépendants)                             | 4 436                     | 9,84                      |                          |                          |
|                                                                       | Corine Faugeron Europe Écologie Les Verts                                                         | 2 946                     | 6,53                      |                          |                          |
|                                                                       | Isabelle Cochard Front national                                                                   | 1 113                     | 2,47                      |                          |                          |
|                                                                       | Sandra Fellous Divers droite                                                                      | 1 096                     | 2,43                      |                          |                          |
|                                                                       | Nicolas Bonnet-Oulaldj Parti communiste français (République et socialisme)                       | 913                       | 2,02                      |                          |                          |
|                                                                       | Gabrielle Nereuil Divers (Parti pirate)                                                           | 639                       | 1,42                      |                          |                          |
|                                                                       | Julie Martin Divers (Parti animaliste)                                                            | 464                       | 1,03                      |                          |                          |
|                                                                       | David Arault Divers gauche (Nouvelle Donne)                                                       | 319                       | 0,71                      |                          |                          |
|                                                                       | Caroline Duez Debout la France                                                                    | 307                       | 0,68                      |                          |                          |
|                                                                       | Michèle Royez Divers (Union populaire républicaine)                                               | 284                       | 0,63                      |                          |                          |
|                                                                       | Matthieu Quadrelli Divers droite (Parti chrétien-démocrate)                                       | 197                       | 0,44                      |                          |                          |
|                                                                       | Isabelle Dite Cindy'Lee Laeng Divers (Parti du plaisir - Union des démocrates et des écologistes) | 195                       | 0,43                      |                          |                          |
|                                                                       | Aurélia Petit Lutte ouvrière                                                                      | 162                       | 0,36                      |                          |                          |
|                                                                       | Jérémy Derny Divers gauche (Mouvement des progressistes)                                          | 94                        | 0,21                      |                          |                          |
|                                                                       | Marie-Sophie Cazin Divers (Allons enfants)                                                        | 56                        | 0,12                      |                          |                          |
|                                                                       | Thibert Bullier Divers (Autrement)                                                                | 13                        | 0,03                      |                          |                          |
|                                                                       | Iman El Gohary Divers droite                                                                      | 1                         | 0,00                      |                          |                          |
| Source : Ministère de l'Intérieur - Septième circonscription de Paris |                                                                                                   |                           |                           |                          |                          |

#### Huitième circonscription
Député sortant : Sandrine Mazetier (Parti socialiste).
|                                                                       | |                           |                           |                          |                          |
|                                                                       | | Premier tour 11 juin 2017 | Premier tour 11 juin 2017 | Second tour 18 juin 2017 | Second tour 18 juin 2017 |
|                                                                       | |                           |                           |                          |                          |
|                                                                       | | Nombre                    | % des inscrits            | Nombre                   | % des inscrits           |
| Inscrits                                                              | Inscrits | 82 171                    | 100,00                    | 82 164                   | 100,00                   |
| Abstentions                                                           | Abstentions | 34 869                    | 42,43                     | 44 197                   | 53,79                    |
| Votants                                                               | Votants | 47 302                    | 57,57                     | 37 967                   | 46,21                    |
|                                                                       | |                           | % des votants             |                          | % des votants            |
| Bulletins blancs                                                      | Bulletins blancs | 334                       | 0,71                      | 3 952                    | 10,41                    |
| Bulletins nuls                                                        | Bulletins nuls | 127                       | 0,27                      | 970                      | 2,55                     |
| Suffrages exprimés                                                    | Suffrages exprimés | 46 841                    | 99,03                     | 33 045                   | 87,04                    |
|                                                                       | |                           |                           |                          |                          |
| Candidat Étiquette politique (partis et alliances)                    | Candidat Étiquette politique (partis et alliances)                                                                    | Voix                      | % des exprimés            | Voix                     | % des exprimés           |
|                                                                       | |                           |                           |                          |                          |
|                                                                       | Laetitia Avia La République en marche                                                                                 | 18 545                    | 39,59                     | 21 335                   | 64,56                    |
|                                                                       | Valérie Montandon Les Républicains (Union des démocrates et indépendants)                                             | 7 227                     | 15,43                     | 11 710                   | 35,44                    |
|                                                                       | Sandrine Mazetier (députée sortante) Parti socialiste (Union des démocrates et des écologistes - Génération écologie) | 6 964                     | 14,87                     |                          |                          |
|                                                                       | Clément Bony La France insoumise                                                                                      | 6 278                     | 13,40                     |                          |                          |
|                                                                       | Emmanuelle Pierre-Marie Europe Écologie Les Verts                                                                     | 2 803                     | 5,98                      |                          |                          |
|                                                                       | Renée-Michelle Thimotte Front national                                                                                | 1 729                     | 3,69                      |                          |                          |
|                                                                       | Marianne Journiac Parti communiste français (République et socialisme)                                                | 728                       | 1,55                      |                          |                          |
|                                                                       | Jean-Philippe Cournet Divers (Parti animaliste)                                                                       | 586                       | 1,25                      |                          |                          |
|                                                                       | Anastasia Marie Debout la France                                                                                      | 452                       | 0,96                      |                          |                          |
|                                                                       | Franck Margain Divers droite (Parti chrétien-démocrate)                                                               | 348                       | 0,74                      |                          |                          |
|                                                                       | Catherine Lassenay Divers (Union populaire républicaine)                                                              | 315                       | 0,67                      |                          |                          |
|                                                                       | Amine Sahbatou Écologiste (Alliance écologiste indépendante)                                                          | 280                       | 0,60                      |                          |                          |
|                                                                       | Aurélie Jochaud Lutte ouvrière                                                                                        | 205                       | 0,44                      |                          |                          |
|                                                                       | Simon Arnaudet Divers (Parti du vote blanc)                                                                           | 186                       | 0,40                      |                          |                          |
|                                                                       | Omar Mécheri Écologiste (Mouvement 100 %)                                                                             | 78                        | 0,17                      |                          |                          |
|                                                                       | Frédéric Perrot Divers gauche (Mouvement des progressistes)                                                           | 69                        | 0,15                      |                          |                          |
|                                                                       | Werner Latournald Divers (577-Les Indépendants)                                                                       | 48                        | 0,10                      |                          |                          |
| Source : Ministère de l'Intérieur - Huitième circonscription de Paris | |                           |                           |                          |                          |

#### Neuvième circonscription
Député sortant : Anne-Christine Lang (Parti socialiste).
|                                                                       |                                                                        |                           |                           |                          |                          |
|                                                                       |                                                                        | Premier tour 11 juin 2017 | Premier tour 11 juin 2017 | Second tour 18 juin 2017 | Second tour 18 juin 2017 |
|                                                                       |                                                                        |                           |                           |                          |                          |
|                                                                       |                                                                        | Nombre                    | % des inscrits            | Nombre                   | % des inscrits           |
| Inscrits                                                              | Inscrits                                                               | 68 363                    | 100,00                    | 68 351                   | 100,00                   |
| Abstentions                                                           | Abstentions                                                            | 30 965                    | 45,29                     | 35 341                   | 51,71                    |
| Votants                                                               | Votants                                                                | 37 398                    | 54,71                     | 33 010                   | 48,29                    |
|                                                                       |                                                                        |                           | % des votants             |                          | % des votants            |
| Bulletins blancs                                                      | Bulletins blancs                                                       | 443                       | 1,18                      | 2 100                    | 6,36                     |
| Bulletins nuls                                                        | Bulletins nuls                                                         | 214                       | 0,57                      | 744                      | 2,25                     |
| Suffrages exprimés                                                    | Suffrages exprimés                                                     | 36 741                    | 98,24                     | 30 166                   | 91,38                    |
|                                                                       |                                                                        |                           |                           |                          |                          |
| Candidat Étiquette politique (partis et alliances)                    | Candidat Étiquette politique (partis et alliances)                     | Voix                      | % des exprimés            | Voix                     | % des exprimés           |
|                                                                       |                                                                        |                           |                           |                          |                          |
|                                                                       | Buon Tan La République en marche                                       | 13 384                    | 36,43                     | 16 669                   | 55,26                    |
|                                                                       | Raphaël Qnouch La France insoumise                                     | 5 573                     | 15,17                     | 13 497                   | 44,74                    |
|                                                                       | Martin Lagane Parti socialiste                                         | 4 230                     | 11,51                     |                          |                          |
|                                                                       | Claire Monod Europe Écologie Les Verts                                 | 3 531                     | 9,61                      |                          |                          |
|                                                                       | Laure Esquieu Les Républicains (Parti radical)                         | 3 080                     | 8,38                      |                          |                          |
|                                                                       | Corinne Berthaud Front national                                        | 1 677                     | 4,56                      |                          |                          |
|                                                                       | Jean-Noël Aqua Parti communiste français (République et socialisme)    | 1 257                     | 3,42                      |                          |                          |
|                                                                       | Cendrine Chereil de La Rivière Debout la France                        | 456                       | 1,24                      |                          |                          |
|                                                                       | Boris Douchin Divers (Parti animaliste)                                | 451                       | 1,23                      |                          |                          |
|                                                                       | Yorick Berger Divers droite (577-Les Indépendants)                     | 400                       | 1,09                      |                          |                          |
|                                                                       | Nathalie Laville Écologiste (Régions et peuples solidaires)            | 361                       | 0,98                      |                          |                          |
|                                                                       | Anne Limoge Divers (Union populaire républicaine)                      | 353                       | 0,96                      |                          |                          |
|                                                                       | Joël Ezaoui Divers gauche (Nouvelle Donne)                             | 279                       | 0,76                      |                          |                          |
|                                                                       | Élisabeth Stibbe Union des démocrates et indépendants (Les Centristes) | 277                       | 0,75                      |                          |                          |
|                                                                       | David Flacher Divers (Demain en commun)                                | 238                       | 0,65                      |                          |                          |
|                                                                       | Benoît Chazerand Extrême gauche (Nouveau Parti anticapitaliste)        | 233                       | 0,63                      |                          |                          |
|                                                                       | Bernard Sok Divers droite (Parti libéral démocrate)                    | 202                       | 0,55                      |                          |                          |
|                                                                       | Florence Bedague Lutte ouvrière                                        | 191                       | 0,52                      |                          |                          |
|                                                                       | Laurent Truchot Divers (Parti du vote blanc)                           | 167                       | 0,45                      |                          |                          |
|                                                                       | Élise Mazella Parti radical de gauche                                  | 129                       | 0,35                      |                          |                          |
|                                                                       | Chrystelle Pellegrino Divers                                           | 99                        | 0,27                      |                          |                          |
|                                                                       | Benjamin Requet Divers (Allons enfants)                                | 85                        | 0,23                      |                          |                          |
|                                                                       | Franck Bonot Divers gauche                                             | 49                        | 0,13                      |                          |                          |
|                                                                       | Fanny Benard Divers (À nous la démocratie)                             | 39                        | 0,11                      |                          |                          |
| Source : Ministère de l'Intérieur - Neuvième circonscription de Paris |                                                                        |                           |                           |                          |                          |

#### Dixième circonscription
Député sortant : Denis Baupin (Divers gauche).
|                                                                      |                                                                                               |                           |                           |                          |                          |
|                                                                      |                                                                                               | Premier tour 11 juin 2017 | Premier tour 11 juin 2017 | Second tour 18 juin 2017 | Second tour 18 juin 2017 |
|                                                                      |                                                                                               |                           |                           |                          |                          |
|                                                                      |                                                                                               | Nombre                    | % des inscrits            | Nombre                   | % des inscrits           |
| Inscrits                                                             | Inscrits                                                                                      | 67 358                    | 100,00                    | 67 347                   | 100,00                   |
| Abstentions                                                          | Abstentions                                                                                   | 29 562                    | 43,89                     | 34 400                   | 51,08                    |
| Votants                                                              | Votants                                                                                       | 37 796                    | 56,11                     | 32 947                   | 48,92                    |
|                                                                      |                                                                                               |                           | % des votants             |                          | % des votants            |
| Bulletins blancs                                                     | Bulletins blancs                                                                              | 379                       | 1,00                      | 2 042                    | 6,20                     |
| Bulletins nuls                                                       | Bulletins nuls                                                                                | 164                       | 0,43                      | 661                      | 2,01                     |
| Suffrages exprimés                                                   | Suffrages exprimés                                                                            | 37 253                    | 98,56                     | 30 244                   | 91,80                    |
|                                                                      |                                                                                               |                           |                           |                          |                          |
| Candidat Étiquette politique (partis et alliances)                   | Candidat Étiquette politique (partis et alliances)                                            | Voix                      | % des exprimés            | Voix                     | % des exprimés           |
|                                                                      |                                                                                               |                           |                           |                          |                          |
|                                                                      | Anne-Christine Lang (députée sortante) La République en marche                                | 15 786                    | 42,38                     | 18 181                   | 60,11                    |
|                                                                      | Leïla Chaibi La France insoumise                                                              | 5 447                     | 14,62                     | 12 063                   | 39,89                    |
|                                                                      | Sandrine Richard Les Républicains                                                             | 4 584                     | 12,31                     |                          |                          |
|                                                                      | Ryadh Sallem Parti socialiste (Union des démocrates et des écologistes - Génération écologie) | 3 379                     | 9,07                      |                          |                          |
|                                                                      | Sybille Bernard Europe Écologie Les Verts                                                     | 2 418                     | 6,49                      |                          |                          |
|                                                                      | Thiphaine Léost Front national                                                                | 1 656                     | 4,45                      |                          |                          |
|                                                                      | Maxime Cochard Parti communiste français (République et socialisme)                           | 887                       | 2,38                      |                          |                          |
|                                                                      | Laurence Volbart Divers (Parti animaliste)                                                    | 482                       | 1,29                      |                          |                          |
|                                                                      | Isabelle Martin Debout la France                                                              | 409                       | 1,10                      |                          |                          |
|                                                                      | Gwenaëlle Jezequel Divers gauche (Nouvelle Donne)                                             | 310                       | 0,83                      |                          |                          |
|                                                                      | Alice Defranoux Divers (#MaVoix)                                                              | 286                       | 0,77                      |                          |                          |
|                                                                      | Romain David Divers (Parti pirate)                                                            | 280                       | 0,75                      |                          |                          |
|                                                                      | Ewen Maréchal Divers (Union populaire républicaine)                                           | 269                       | 0,72                      |                          |                          |
|                                                                      | Marc Bucher Divers droite (Parti chrétien-démocrate)                                          | 214                       | 0,57                      |                          |                          |
|                                                                      | Julien Bocher Divers (Parti du vote blanc)                                                    | 175                       | 0,47                      |                          |                          |
|                                                                      | Florence Brossat Extrême gauche (Nouveau Parti anticapitaliste)                               | 170                       | 0,46                      |                          |                          |
|                                                                      | Olivia Baille Lutte ouvrière                                                                  | 166                       | 0,45                      |                          |                          |
|                                                                      | Laurent Duplouy Écologiste                                                                    | 161                       | 0,43                      |                          |                          |
|                                                                      | Sylvia Skoric Divers gauche (Mouvement des progressistes)                                     | 71                        | 0,19                      |                          |                          |
|                                                                      | Myassa Oumsalem Divers (Allons enfants)                                                       | 51                        | 0,14                      |                          |                          |
|                                                                      | Alexandre Kadur Union des démocrates et indépendants (Alliance centriste)                     | 30                        | 0,08                      |                          |                          |
|                                                                      | Laure-Anne Emo Divers droite                                                                  | 22                        | 0,06                      |                          |                          |
| Source : Ministère de l'Intérieur - Dixième circonscription de Paris |                                                                                               |                           |                           |                          |                          |

#### Onzième circonscription
Député sortant : Pascal Cherki (Parti socialiste).
|                                                                      |                                                                            |                           |                           |                          |                          |
|                                                                      |                                                                            | Premier tour 11 juin 2017 | Premier tour 11 juin 2017 | Second tour 18 juin 2017 | Second tour 18 juin 2017 |
|                                                                      |                                                                            |                           |                           |                          |                          |
|                                                                      |                                                                            | Nombre                    | % des inscrits            | Nombre                   | % des inscrits           |
| Inscrits                                                             | Inscrits                                                                   | 70 946                    | 100,00                    | 70 944                   | 100,00                   |
| Abstentions                                                          | Abstentions                                                                | 26 724                    | 37,67                     | 35 600                   | 50,18                    |
| Votants                                                              | Votants                                                                    | 44 222                    | 62,33                     | 35 344                   | 49,82                    |
|                                                                      |                                                                            |                           | % des votants             |                          | % des votants            |
| Bulletins blancs                                                     | Bulletins blancs                                                           | 368                       | 0,83                      | 4 064                    | 11,50                    |
| Bulletins nuls                                                       | Bulletins nuls                                                             | 155                       | 0,35                      | 1 042                    | 2,95                     |
| Suffrages exprimés                                                   | Suffrages exprimés                                                         | 43 699                    | 98,82                     | 30 238                   | 85,55                    |
|                                                                      |                                                                            |                           |                           |                          |                          |
| Candidat Étiquette politique (partis et alliances)                   | Candidat Étiquette politique (partis et alliances)                         | Voix                      | % des exprimés            | Voix                     | % des exprimés           |
|                                                                      |                                                                            |                           |                           |                          |                          |
|                                                                      | Marielle de Sarnez Mouvement démocrate (La République en marche)           | 17 733                    | 40,58                     | 19 203                   | 63,51                    |
|                                                                      | Francis Szpiner Les Républicains                                           | 7 316                     | 16,74                     | 11 035                   | 36,49                    |
|                                                                      | Pascal Cherki (député sortant) Parti socialiste                            | 6 599                     | 15,10                     |                          |                          |
|                                                                      | Jean-Pierre Coulomb La France insoumise                                    | 3 430                     | 7,85                      |                          |                          |
|                                                                      | Florentin Letissier Europe Écologie Les Verts                              | 2 643                     | 6,05                      |                          |                          |
|                                                                      | Armelle Malvoisin Divers (La République en marche diss.)                   | 1 465                     | 3,35                      |                          |                          |
|                                                                      | Élisabeth Baston Front national                                            | 1 064                     | 2,43                      |                          |                          |
|                                                                      | Anissa Ghaidi Parti communiste français (République et socialisme)         | 673                       | 1,54                      |                          |                          |
|                                                                      | Bruno de Fromont Divers droite (Parti chrétien-démocrate)                  | 474                       | 1,08                      |                          |                          |
|                                                                      | Luce Condamine Divers (Parti animaliste)                                   | 378                       | 0,87                      |                          |                          |
|                                                                      | Miron Cusa Écologiste (Confédération pour l'homme, l'animal et la planète) | 366                       | 0,84                      |                          |                          |
|                                                                      | François de Grailly Debout la France                                       | 322                       | 0,74                      |                          |                          |
|                                                                      | Jean-Roch Sergent Union des démocrates et indépendants                     | 308                       | 0,70                      |                          |                          |
|                                                                      | Marc Agénis-Nevers Divers (Union populaire républicaine)                   | 290                       | 0,66                      |                          |                          |
|                                                                      | Marielle Blanc-Pernin Écologiste (Mouvement 100 %)                         | 238                       | 0,54                      |                          |                          |
|                                                                      | Laurent Vinciguerra Lutte ouvrière                                         | 200                       | 0,46                      |                          |                          |
|                                                                      | Anne Billoët Divers (Allons enfants)                                       | 74                        | 0,17                      |                          |                          |
|                                                                      | Cyrille Niol Divers droite (577-Les Indépendants)                          | 65                        | 0,15                      |                          |                          |
|                                                                      | Hippolyte Peters-Desteract Divers (À nous la démocratie)                   | 32                        | 0,07                      |                          |                          |
|                                                                      | Christian Laurut Écologiste (Mouvement 100 %)                              | 29                        | 0,07                      |                          |                          |
| Source : Ministère de l'Intérieur - Onzième circonscription de Paris |                                                                            |                           |                           |                          |                          |

#### Douzième circonscription
Député sortant : Philippe Goujon (Les Républicains).
|                                                                       | |                           |                           |                          |                          |
|                                                                       | | Premier tour 11 juin 2017 | Premier tour 11 juin 2017 | Second tour 18 juin 2017 | Second tour 18 juin 2017 |
|                                                                       | |                           |                           |                          |                          |
|                                                                       | | Nombre                    | % des inscrits            | Nombre                   | % des inscrits           |
| Inscrits                                                              | Inscrits | 73 934                    | 100,00                    | 73 915                   | 100,00                   |
| Abstentions                                                           | Abstentions | 28 319                    | 38,30                     | 34 263                   | 46,35                    |
| Votants                                                               | Votants | 45 615                    | 61,70                     | 39 652                   | 53,65                    |
|                                                                       | |                           | % des votants             |                          | % des votants            |
| Bulletins blancs                                                      | Bulletins blancs | 229                       | 0,50                      | 1 710                    | 4,31                     |
| Bulletins nuls                                                        | Bulletins nuls | 101                       | 0,22                      | 533                      | 1,34                     |
| Suffrages exprimés                                                    | Suffrages exprimés | 45 285                    | 99,28                     | 37 409                   | 94,34                    |
|                                                                       | |                           |                           |                          |                          |
| Candidat Étiquette politique (partis et alliances)                    | Candidat Étiquette politique (partis et alliances)                                                                        | Voix                      | % des exprimés            | Voix                     | % des exprimés           |
|                                                                       | |                           |                           |                          |                          |
|                                                                       | Olivia Grégoire La République en marche                                                                                   | 21 275                    | 46,98                     | 21 082                   | 56,36                    |
|                                                                       | Philippe Goujon (député sortant) Les Républicains (Union des démocrates et indépendants - Parti chrétien-démocrate)       | 13 489                    | 29,79                     | 16 327                   | 43,64                    |
|                                                                       | Florian Sitbon Parti socialiste (Parti radical de gauche - Union des démocrates et des écologistes - Génération écologie) | 2 606                     | 5,75                      |                          |                          |
|                                                                       | Patrick Lefrançois La France insoumise                                                                                    | 2 538                     | 5,60                      |                          |                          |
|                                                                       | Agnès Pageard Front national                                                                                              | 1 351                     | 2,98                      |                          |                          |
|                                                                       | France Talandier Europe Écologie Les Verts                                                                                | 1 076                     | 2,38                      |                          |                          |
|                                                                       | Dominique Mahé Debout la France                                                                                           | 512                       | 1,13                      |                          |                          |
|                                                                       | Grégory Moreau Divers (Parti animaliste)                                                                                  | 488                       | 1,08                      |                          |                          |
|                                                                       | Isabelle Le Gal Écologiste (Demain en commun)                                                                             | 416                       | 0,92                      |                          |                          |
|                                                                       | Élisabeth Douville Divers droite (Parti libéral démocrate - Nous Citoyens)                                                | 410                       | 0,91                      |                          |                          |
|                                                                       | Isabelle Mathurin Parti communiste français (République et socialisme)                                                    | 386                       | 0,85                      |                          |                          |
|                                                                       | Béatrice Hénoux Divers (Union populaire républicaine)                                                                     | 240                       | 0,53                      |                          |                          |
|                                                                       | Jeanne Diaz Divers (Allons enfants)                                                                                       | 194                       | 0,43                      |                          |                          |
|                                                                       | Gersende André Divers (Mouvement 100 %)                                                                                   | 115                       | 0,25                      |                          |                          |
|                                                                       | Sylvie Million Lutte ouvrière                                                                                             | 110                       | 0,24                      |                          |                          |
|                                                                       | Morgan Ruaud Régionaliste (Union démocratique bretonne)                                                                   | 79                        | 0,17                      |                          |                          |
| Source : Ministère de l'Intérieur - Douzième circonscription de Paris | |                           |                           |                          |                          |

#### Treizième circonscription
Député sortant : Jean-François Lamour (Les Républicains).
|                                                                        |                                                                                               |                           |                           |                          |                          |
|                                                                        |                                                                                               | Premier tour 11 juin 2017 | Premier tour 11 juin 2017 | Second tour 18 juin 2017 | Second tour 18 juin 2017 |
|                                                                        |                                                                                               |                           |                           |                          |                          |
|                                                                        |                                                                                               | Nombre                    | % des inscrits            | Nombre                   | % des inscrits           |
| Inscrits                                                               | Inscrits                                                                                      | 75 397                    | 100,00                    | 75 382                   | 100,00                   |
| Abstentions                                                            | Abstentions                                                                                   | 30 328                    | 40,22                     | 36 536                   | 48,47                    |
| Votants                                                                | Votants                                                                                       | 45 069                    | 59,78                     | 38 846                   | 51,53                    |
|                                                                        |                                                                                               |                           | % des votants             |                          | % des votants            |
| Bulletins blancs                                                       | Bulletins blancs                                                                              | 286                       | 0,63                      | 2 135                    | 5,50                     |
| Bulletins nuls                                                         | Bulletins nuls                                                                                | 146                       | 0,32                      | 566                      | 1,46                     |
| Suffrages exprimés                                                     | Suffrages exprimés                                                                            | 44 637                    | 99,04                     | 36 145                   | 93,05                    |
|                                                                        |                                                                                               |                           |                           |                          |                          |
| Candidat Étiquette politique (partis et alliances)                     | Candidat Étiquette politique (partis et alliances)                                            | Voix                      | % des exprimés            | Voix                     | % des exprimés           |
|                                                                        |                                                                                               |                           |                           |                          |                          |
|                                                                        | Hugues Renson La République en marche                                                         | 19 452                    | 43,58                     | 20 239                   | 55,99                    |
|                                                                        | Jean-François Lamour (député sortant) Les Républicains (Union des démocrates et indépendants) | 12 533                    | 28,08                     | 15 906                   | 44,01                    |
|                                                                        | Magalhy Berto La France insoumise                                                             | 3 277                     | 7,34                      |                          |                          |
|                                                                        | Naza Chiffert Parti socialiste                                                                | 3 232                     | 7,24                      |                          |                          |
|                                                                        | Thibault Bragé Europe Écologie Les Verts                                                      | 1 581                     | 3,54                      |                          |                          |
|                                                                        | Wallerand de Saint-Just Front national                                                        | 1 472                     | 3,30                      |                          |                          |
|                                                                        | Jean Servin Divers droite (Parti chrétien-démocrate)                                          | 574                       | 1,29                      |                          |                          |
|                                                                        | Marie-Laurence de Lartigue Divers (Parti animaliste)                                          | 544                       | 1,22                      |                          |                          |
|                                                                        | Marion Racaniere Debout la France                                                             | 420                       | 0,94                      |                          |                          |
|                                                                        | Laurence Patrice Parti communiste français (République et socialisme)                         | 418                       | 0,94                      |                          |                          |
|                                                                        | Nicolas Terver Divers (Union populaire républicaine)                                          | 270                       | 0,60                      |                          |                          |
|                                                                        | Alain Houillez Écologiste (Mouvement 100 %)                                                   | 262                       | 0,59                      |                          |                          |
|                                                                        | Nathan Burlon Divers gauche (Nouvelle Donne)                                                  | 212                       | 0,47                      |                          |                          |
|                                                                        | Annie Boubault Lutte ouvrière                                                                 | 159                       | 0,36                      |                          |                          |
|                                                                        | Victoria Sorge Divers (Allons enfants)                                                        | 94                        | 0,21                      |                          |                          |
|                                                                        | Erwan Rohou Divers droite (La France qui ose)                                                 | 83                        | 0,19                      |                          |                          |
|                                                                        | Florence Gabay Divers droite (577-Les Indépendants)                                           | 53                        | 0,12                      |                          |                          |
|                                                                        | Léontine Chard Écologiste (Mouvement 100 %)                                                   | 1                         | 0,00                      |                          |                          |
| Source : Ministère de l'Intérieur - Treizième circonscription de Paris |                                                                                               |                           |                           |                          |                          |

#### Quatorzième circonscription
Député sortant : Claude Goasguen (Les Républicains).
|                                                                          | |                           |                           |                          |                          |
|                                                                          | | Premier tour 11 juin 2017 | Premier tour 11 juin 2017 | Second tour 18 juin 2017 | Second tour 18 juin 2017 |
|                                                                          | |                           |                           |                          |                          |
|                                                                          | | Nombre                    | % des inscrits            | Nombre                   | % des inscrits           |
| Inscrits                                                                 | Inscrits | 72 363                    | 100,00                    | 72 364                   | 100,00                   |
| Abstentions                                                              | Abstentions | 32 129                    | 44,40                     | 35 105                   | 48,51                    |
| Votants                                                                  | Votants | 40 234                    | 55,60                     | 37 259                   | 51,49                    |
|                                                                          | |                           | % des votants             |                          | % des votants            |
| Bulletins blancs                                                         | Bulletins blancs | 215                       | 0,53                      | 713                      | 1,91                     |
| Bulletins nuls                                                           | Bulletins nuls | 76                        | 0,19                      | 254                      | 0,68                     |
| Suffrages exprimés                                                       | Suffrages exprimés | 39 943                    | 99,28                     | 36 292                   | 97,40                    |
|                                                                          | |                           |                           |                          |                          |
| Candidat Étiquette politique (partis et alliances)                       | Candidat Étiquette politique (partis et alliances)                                                                                     | Voix                      | % des exprimés            | Voix                     | % des exprimés           |
|                                                                          | |                           |                           |                          |                          |
|                                                                          | Valérie Bougault-Delage La République en marche                                                                                        | 17 654                    | 44,20                     | 17 263                   | 47,57                    |
|                                                                          | Claude Goasguen (député sortant) Les Républicains (Union des démocrates et indépendants - Centre national des indépendants et paysans) | 15 173                    | 37,99                     | 19 029                   | 52,43                    |
|                                                                          | Armelle Goasguen Front national | 1 341                     | 3,36                      |                          |                          |
|                                                                          | Ghislain Lafont Divers droite (577-Les Indépendants)                                                                                   | 1 327                     | 3,32                      |                          |                          |
|                                                                          | Pierre-Alain Weill Parti socialiste | 1 001                     | 2,51                      |                          |                          |
|                                                                          | Alexandra Mouton La France insoumise                                                                                                   | 935                       | 2,34                      |                          |                          |
|                                                                          | Diane de Bourguesdon Divers droite (Parti chrétien-démocrate)                                                                          | 706                       | 1,77                      |                          |                          |
|                                                                          | Rémy Lété Europe Écologie Les Verts | 603                       | 1,51                      |                          |                          |
|                                                                          | Xavier Louy Debout la France | 246                       | 0,62                      |                          |                          |
|                                                                          | Vanessa Wagner Divers (Parti animaliste)                                                                                               | 231                       | 0,58                      |                          |                          |
|                                                                          | Sophie Caillaud Divers (Allons enfants)                                                                                                | 185                       | 0,46                      |                          |                          |
|                                                                          | Michel Gobillon Divers (Mouvement 100 % - Parti fédéraliste européen)                                                                  | 166                       | 0,42                      |                          |                          |
|                                                                          | Flore Madelin Parti communiste français                                                                                                | 166                       | 0,42                      |                          |                          |
|                                                                          | Laura Dernani Divers (Union populaire républicaine)                                                                                    | 157                       | 0,39                      |                          |                          |
|                                                                          | Marlène Ley Lutte ouvrière | 52                        | 0,13                      |                          |                          |
|                                                                          | Kenza Stephant Divers droite | 0                         | 0,00                      |                          |                          |
|                                                                          | Sarah Harchaoui Écologiste | 0                         | 0,00                      |                          |                          |
| Source : Ministère de l'Intérieur - Quatorzième circonscription de Paris | |                           |                           |                          |                          |

#### Quinzième circonscription
Député sortant : George Pau-Langevin (Parti socialiste).
|                                                                        |                                                                         |                           |                           |                          |                          |
|                                                                        |                                                                         | Premier tour 11 juin 2017 | Premier tour 11 juin 2017 | Second tour 18 juin 2017 | Second tour 18 juin 2017 |
|                                                                        |                                                                         |                           |                           |                          |                          |
|                                                                        |                                                                         | Nombre                    | % des inscrits            | Nombre                   | % des inscrits           |
| Inscrits                                                               | Inscrits                                                                | 76 213                    | 100,00                    | 76 203                   | 100,00                   |
| Abstentions                                                            | Abstentions                                                             | 36 971                    | 48,51                     | 43 200                   | 56,69                    |
| Votants                                                                | Votants                                                                 | 39 242                    | 51,49                     | 33 003                   | 43,31                    |
|                                                                        |                                                                         |                           | % des votants             |                          | % des votants            |
| Bulletins blancs                                                       | Bulletins blancs                                                        | 675                       | 1,72                      | 2 284                    | 6,92                     |
| Bulletins nuls                                                         | Bulletins nuls                                                          | 199                       | 0,51                      | 801                      | 2,43                     |
| Suffrages exprimés                                                     | Suffrages exprimés                                                      | 38 368                    | 97,77                     | 29 918                   | 90,65                    |
|                                                                        |                                                                         |                           |                           |                          |                          |
| Candidat Étiquette politique (partis et alliances)                     | Candidat Étiquette politique (partis et alliances)                      | Voix                      | % des exprimés            | Voix                     | % des exprimés           |
|                                                                        |                                                                         |                           |                           |                          |                          |
|                                                                        | George Pau-Langevin (députée sortante) Parti socialiste                 | 9 258                     | 24,13                     | 18 038                   | 60,29                    |
|                                                                        | Mehdi Kemoune La France insoumise                                       | 7 158                     | 18,66                     | 11 880                   | 39,71                    |
|                                                                        | Philippe Aragon Divers droite (Mouvement démocrate)                     | 6 418                     | 16,73                     |                          |                          |
|                                                                        | Antoinette Guhl Europe Écologie Les Verts                               | 4 171                     | 10,87                     |                          |                          |
|                                                                        | Atanase Périfan Les Républicains (Union des démocrates et indépendants) | 3 421                     | 8,92                      |                          |                          |
|                                                                        | Christophe Versini Front national                                       | 1 771                     | 4,62                      |                          |                          |
|                                                                        | Jacques Baudrier Parti communiste français (République et socialisme)   | 1 746                     | 4,55                      |                          |                          |
|                                                                        | Dalila Lasfar Parti radical de gauche                                   | 918                       | 2,39                      |                          |                          |
|                                                                        | Hélène Testud Divers (Parti pirate)                                     | 486                       | 1,27                      |                          |                          |
|                                                                        | Didier Chabaillé Debout la France                                       | 448                       | 1,17                      |                          |                          |
|                                                                        | Jean-Philippe Renau Divers (#MaVoix)                                    | 437                       | 1,14                      |                          |                          |
|                                                                        | Olivier Cohen Divers (Parti animaliste)                                 | 428                       | 1,12                      |                          |                          |
|                                                                        | Hervé Masnyou Divers gauche (Nouvelle Donne)                            | 399                       | 1,04                      |                          |                          |
|                                                                        | Colette Anglada Divers (Union populaire républicaine)                   | 292                       | 0,76                      |                          |                          |
|                                                                        | Hicham Fassi Fihri Écologiste                                           | 282                       | 0,73                      |                          |                          |
|                                                                        | Arnaud Charvillat Lutte ouvrière                                        | 261                       | 0,68                      |                          |                          |
|                                                                        | Nina Abdoulhamidi Écologiste (Mouvement 100 %)                          | 182                       | 0,47                      |                          |                          |
|                                                                        | Adil Touaimia-Kabbouch Divers droite (La France qui ose)                | 162                       | 0,42                      |                          |                          |
|                                                                        | Roger Domard Extrême gauche                                             | 67                        | 0,17                      |                          |                          |
|                                                                        | Ariane Dreyfus Divers (À nous la démocratie)                            | 63                        | 0,16                      |                          |                          |
|                                                                        | Florence Castillon Divers droite                                        | 0                         | 0,00                      |                          |                          |
| Source : Ministère de l'Intérieur - Quinzième circonscription de Paris |                                                                         |                           |                           |                          |                          |

#### Seizième circonscription
Député sortant : Jean-Christophe Cambadélis (Parti socialiste).
|                                                                       | |                           |                           |                          |                          |
|                                                                       | | Premier tour 11 juin 2017 | Premier tour 11 juin 2017 | Second tour 18 juin 2017 | Second tour 18 juin 2017 |
|                                                                       | |                           |                           |                          |                          |
|                                                                       | | Nombre                    | % des inscrits            | Nombre                   | % des inscrits           |
| Inscrits                                                              | Inscrits | 70 382                    | 100,00                    | 70 384                   | 100,00                   |
| Abstentions                                                           | Abstentions | 34 520                    | 49,05                     | 38 637                   | 54,89                    |
| Votants                                                               | Votants | 35 862                    | 50,95                     | 31 747                   | 45,11                    |
|                                                                       | |                           | % des votants             |                          | % des votants            |
| Bulletins blancs                                                      | Bulletins blancs | 402                       | 1,12                      | 1 404                    | 4,42                     |
| Bulletins nuls                                                        | Bulletins nuls | 185                       | 0,52                      | 518                      | 1,63                     |
| Suffrages exprimés                                                    | Suffrages exprimés | 35 275                    | 98,36                     | 29 825                   | 93,95                    |
|                                                                       | |                           |                           |                          |                          |
| Candidat Étiquette politique (partis et alliances)                    | Candidat Étiquette politique (partis et alliances)                                                                        | Voix                      | % des exprimés            | Voix                     | % des exprimés           |
|                                                                       | |                           |                           |                          |                          |
|                                                                       | Mounir Mahjoubi La République en marche                                                                                   | 13 434                    | 38,08                     | 15 263                   | 51,18                    |
|                                                                       | Sarah Legrain La France insoumise                                                                                         | 7 350                     | 20,84                     | 14 562                   | 48,82                    |
|                                                                       | Dan Lert Europe Écologie Les Verts                                                                                        | 3 758                     | 10,65                     |                          |                          |
|                                                                       | Jean-Christophe Cambadélis (député sortant) Parti socialiste (Union des démocrates et des écologistes - Parti écologiste) | 3 035                     | 8,60                      |                          |                          |
|                                                                       | Anne-Constance Onghena Les Républicains (Union des démocrates et indépendants)                                            | 2 611                     | 7,40                      |                          |                          |
|                                                                       | Michel Bulté Front national                                                                                               | 1 404                     | 3,98                      |                          |                          |
|                                                                       | Sergio Tinti Parti communiste français (République et socialisme)                                                         | 1 192                     | 3,38                      |                          |                          |
|                                                                       | Danièle Holland Debout la France                                                                                          | 335                       | 0,95                      |                          |                          |
|                                                                       | Simone Sebban Divers gauche (Nouvelle Donne)                                                                              | 323                       | 0,92                      |                          |                          |
|                                                                       | Pierre Charitat Écologiste (Mouvement 100 %)                                                                              | 284                       | 0,81                      |                          |                          |
|                                                                       | Lyasid Mahalaine Extrême gauche (Nouveau Parti anticapitaliste)                                                           | 250                       | 0,71                      |                          |                          |
|                                                                       | Mériam Boussebsi Union des démocrates et indépendants (Les Centristes)                                                    | 228                       | 0,65                      |                          |                          |
|                                                                       | Kadie Bah Divers (Parti animaliste)                                                                                       | 225                       | 0,64                      |                          |                          |
|                                                                       | Yasmina Khaznawi Écologiste (Parti pour la décroissance)                                                                  | 216                       | 0,61                      |                          |                          |
|                                                                       | Alexandre Cohen Divers | 216                       | 0,61                      |                          |                          |
|                                                                       | Marina Podgorny Lutte ouvrière                                                                                            | 176                       | 0,50                      |                          |                          |
|                                                                       | François Bechieau-Nahon Divers gauche (Mouvement des progressistes)                                                       | 76                        | 0,22                      |                          |                          |
|                                                                       | Somalia Barro Divers (À nous la démocratie !)                                                                             | 61                        | 0,17                      |                          |                          |
|                                                                       | Alexandre Risso Divers (Union populaire républicaine)                                                                     | 53                        | 0,15                      |                          |                          |
|                                                                       | Francis Mbella Divers droite (La France qui ose)                                                                          | 41                        | 0,12                      |                          |                          |
|                                                                       | Vittorio Callegari Divers                                                                                                 | 6                         | 0,02                      |                          |                          |
|                                                                       | Gaspard Delanoë Divers (Parti faire un tour)                                                                              | 1                         | 0,00                      |                          |                          |
|                                                                       | Emmanuel Debanne Divers                                                                                                   | 0                         | 0,00                      |                          |                          |
|                                                                       | Anne Descoutures Divers droite                                                                                            | 0                         | 0,00                      |                          |                          |
| Source : Ministère de l'Intérieur - Seizième circonscription de Paris | |                           |                           |                          |                          |

#### Dix-septième circonscription
Député sortant : Daniel Vaillant (Parti socialiste).
|                                                                           |                                                                                  |                           |                           |                          |                          |
|                                                                           |                                                                                  | Premier tour 11 juin 2017 | Premier tour 11 juin 2017 | Second tour 18 juin 2017 | Second tour 18 juin 2017 |
|                                                                           |                                                                                  |                           |                           |                          |                          |
|                                                                           |                                                                                  | Nombre                    | % des inscrits            | Nombre                   | % des inscrits           |
| Inscrits                                                                  | Inscrits                                                                         | 58 244                    | 100,00                    | 58 245                   | 100,00                   |
| Abstentions                                                               | Abstentions                                                                      | 31 366                    | 53,85                     | 34 359                   | 58,99                    |
| Votants                                                                   | Votants                                                                          | 26 878                    | 46,15                     | 23 886                   | 41,01                    |
|                                                                           |                                                                                  |                           | % des votants             |                          | % des votants            |
| Bulletins blancs                                                          | Bulletins blancs                                                                 | 360                       | 1,34                      | 1 120                    | 4,69                     |
| Bulletins nuls                                                            | Bulletins nuls                                                                   | 152                       | 0,57                      | 365                      | 1,53                     |
| Suffrages exprimés                                                        | Suffrages exprimés                                                               | 26 366                    | 98,10                     | 22 401                   | 93,78                    |
|                                                                           |                                                                                  |                           |                           |                          |                          |
| Candidat Étiquette politique (partis et alliances)                        | Candidat Étiquette politique (partis et alliances)                               | Voix                      | % des exprimés            | Voix                     | % des exprimés           |
|                                                                           |                                                                                  |                           |                           |                          |                          |
|                                                                           | Béatrice Faillès La République en marche                                         | 8 172                     | 30,99                     | 11 041                   | 49,29                    |
|                                                                           | Danièle Obono La France insoumise                                                | 4 481                     | 17,00                     | 11 360                   | 50,71                    |
|                                                                           | Ian Brossat Parti communiste français (République et socialisme)                 | 2 730                     | 10,35                     |                          |                          |
|                                                                           | Colombe Brossel Parti socialiste (Parti radical de gauche - Génération écologie) | 2 375                     | 9,01                      |                          |                          |
|                                                                           | Daniel Vaillant (député sortant) Divers gauche                                   | 1 740                     | 6,60                      |                          |                          |
|                                                                           | Babette de Rozières Les Républicains (Union des démocrates et indépendants)      | 1 722                     | 6,53                      |                          |                          |
|                                                                           | Douchka Markovic Europe Écologie Les Verts                                       | 1 670                     | 6,33                      |                          |                          |
|                                                                           | Vanessa Lancelot Front national                                                  | 1 252                     | 4,75                      |                          |                          |
|                                                                           | Mohamedy Yaffa Divers                                                            | 312                       | 1,18                      |                          |                          |
|                                                                           | Catherine Aubert Divers (Union populaire républicaine)                           | 310                       | 1,18                      |                          |                          |
|                                                                           | Chloé Desfachelle Divers (#MaVoix)                                               | 297                       | 1,13                      |                          |                          |
|                                                                           | Jade Rozenkranc Divers (Parti pirate)                                            | 287                       | 1,09                      |                          |                          |
|                                                                           | Franck Pupunat Écologiste (Demain en commun)                                     | 253                       | 0,96                      |                          |                          |
|                                                                           | Stéphanie Bruhière Divers gauche (Nouvelle Donne)                                | 209                       | 0,79                      |                          |                          |
|                                                                           | Stéphane Le Goff Lutte ouvrière                                                  | 204                       | 0,77                      |                          |                          |
|                                                                           | Philippe Valdenaire Écologiste                                                   | 130                       | 0,49                      |                          |                          |
|                                                                           | Arhella Elsody Divers droite (Parti chrétien-démocrate)                          | 123                       | 0,47                      |                          |                          |
|                                                                           | Christian Mellinger Divers gauche (Mouvement des progressistes)                  | 70                        | 0,27                      |                          |                          |
|                                                                           | Fetta Mellas Écologiste (Mouvement 100 %)                                        | 20                        | 0,08                      |                          |                          |
|                                                                           | Bernadette Chabanet Divers droite (Alliance royale)                              | 9                         | 0,03                      |                          |                          |
| Source : Ministère de l'Intérieur - Dix-septième circonscription de Paris |                                                                                  |                           |                           |                          |                          |

#### Dix-huitième circonscription
Député sortant : siège vacant.
|                                                                           |                                                                                     |                           |                           |                          |                          |
|                                                                           |                                                                                     | Premier tour 11 juin 2017 | Premier tour 11 juin 2017 | Second tour 18 juin 2017 | Second tour 18 juin 2017 |
|                                                                           |                                                                                     |                           |                           |                          |                          |
|                                                                           |                                                                                     | Nombre                    | % des inscrits            | Nombre                   | % des inscrits           |
| Inscrits                                                                  | Inscrits                                                                            | 67 245                    | 100,00                    | 67 245                   | 100,00                   |
| Abstentions                                                               | Abstentions                                                                         | 29 874                    | 44,43                     | 38 539                   | 57,31                    |
| Votants                                                                   | Votants                                                                             | 37 371                    | 55,57                     | 28 706                   | 42,69                    |
|                                                                           |                                                                                     |                           | % des votants             |                          | % des votants            |
| Bulletins blancs                                                          | Bulletins blancs                                                                    | 544                       | 1,46                      | 3 470                    | 12,09                    |
| Bulletins nuls                                                            | Bulletins nuls                                                                      | 196                       | 0,52                      | 1 073                    | 3,74                     |
| Suffrages exprimés                                                        | Suffrages exprimés                                                                  | 36 631                    | 98,02                     | 24 163                   | 84,17                    |
|                                                                           |                                                                                     |                           |                           |                          |                          |
| Candidat Étiquette politique (partis et alliances)                        | Candidat Étiquette politique (partis et alliances)                                  | Voix                      | % des exprimés            | Voix                     | % des exprimés           |
|                                                                           |                                                                                     |                           |                           |                          |                          |
|                                                                           | Pierre-Yves Bournazel Les Républicains (Union des démocrates et indépendants)       | 11 634                    | 31,76                     | 12 954                   | 53,61                    |
|                                                                           | Myriam El Khomri Parti socialiste                                                   | 7 412                     | 20,23                     | 11 209                   | 46,39                    |
|                                                                           | Paul Vannier La France insoumise                                                    | 6 080                     | 16,60                     |                          |                          |
|                                                                           | Caroline De Haas Europe Écologie Les Verts (Parti communiste français - Ensemble !) | 4 971                     | 13,57                     |                          |                          |
|                                                                           | Annie Lavenier Front national                                                       | 1 170                     | 3,19                      |                          |                          |
|                                                                           | Violette Baranda Divers gauche (Union des démocrates et des écologistes)            | 957                       | 2,61                      |                          |                          |
|                                                                           | Sylvain Perret Divers (Parti animaliste)                                            | 582                       | 1,59                      |                          |                          |
|                                                                           | Félix Beppo Divers gauche (Parti socialiste diss.)                                  | 457                       | 1,25                      |                          |                          |
|                                                                           | Alena Averiyanova Debout la France                                                  | 440                       | 1,20                      |                          |                          |
|                                                                           | Pierre Tondeux Divers (#MaVoix)                                                     | 427                       | 1,17                      |                          |                          |
|                                                                           | Gilles Brunebarbe Extrême droite (Souveraineté, identité et libertés)               | 316                       | 0,86                      |                          |                          |
|                                                                           | Jean-Baptiste Villemur Divers (Union populaire républicaine)                        | 304                       | 0,83                      |                          |                          |
|                                                                           | Mathilde Vassor Écologiste (Parti pour la décroissance)                             | 271                       | 0,74                      |                          |                          |
|                                                                           | Constantine Nanfah Divers droite (Parti chrétien-démocrate)                         | 239                       | 0,65                      |                          |                          |
|                                                                           | Arnaud Viviant Extrême gauche                                                       | 197                       | 0,54                      |                          |                          |
|                                                                           | Michèle Pohyer Lutte ouvrière                                                       | 190                       | 0,52                      |                          |                          |
|                                                                           | Fatou Tall Divers (À nous la démocratie !)                                          | 190                       | 0,52                      |                          |                          |
|                                                                           | Arnaud Ambroselli Divers                                                            | 189                       | 0,52                      |                          |                          |
|                                                                           | Marie Duval Divers (Parti du vote blanc)                                            | 177                       | 0,48                      |                          |                          |
|                                                                           | Franck Herlange Divers gauche (Mouvement des progressistes)                         | 113                       | 0,31                      |                          |                          |
|                                                                           | Yves Hulot Divers                                                                   | 106                       | 0,29                      |                          |                          |
|                                                                           | Camille Alix Divers (Allons enfants)                                                | 91                        | 0,25                      |                          |                          |
|                                                                           | Sébastien Périmony Divers (Solidarité et progrès)                                   | 58                        | 0,16                      |                          |                          |
|                                                                           | Catherine Liscoët Extrême gauche (Parti ouvrier indépendant démocratique)           | 58                        | 0,16                      |                          |                          |
|                                                                           | Francis Sando Divers droite                                                         | 2                         | 0,01                      |                          |                          |
|                                                                           | Carla Arenas Écologiste                                                             | 0                         | 0,00                      |                          |                          |
| Source : Ministère de l'Intérieur - Dix-huitième circonscription de Paris |                                                                                     |                           |                           |                          |                          |